# Parabetyla tika
Parabetyla tika är en stekelart som beskrevs av Naumann 1988. Parabetyla tika ingår i släktet Parabetyla och familjen hyllhornsteklar. Inga underarter finns listade i Catalogue of Life.